# 北京金茂万丽酒店

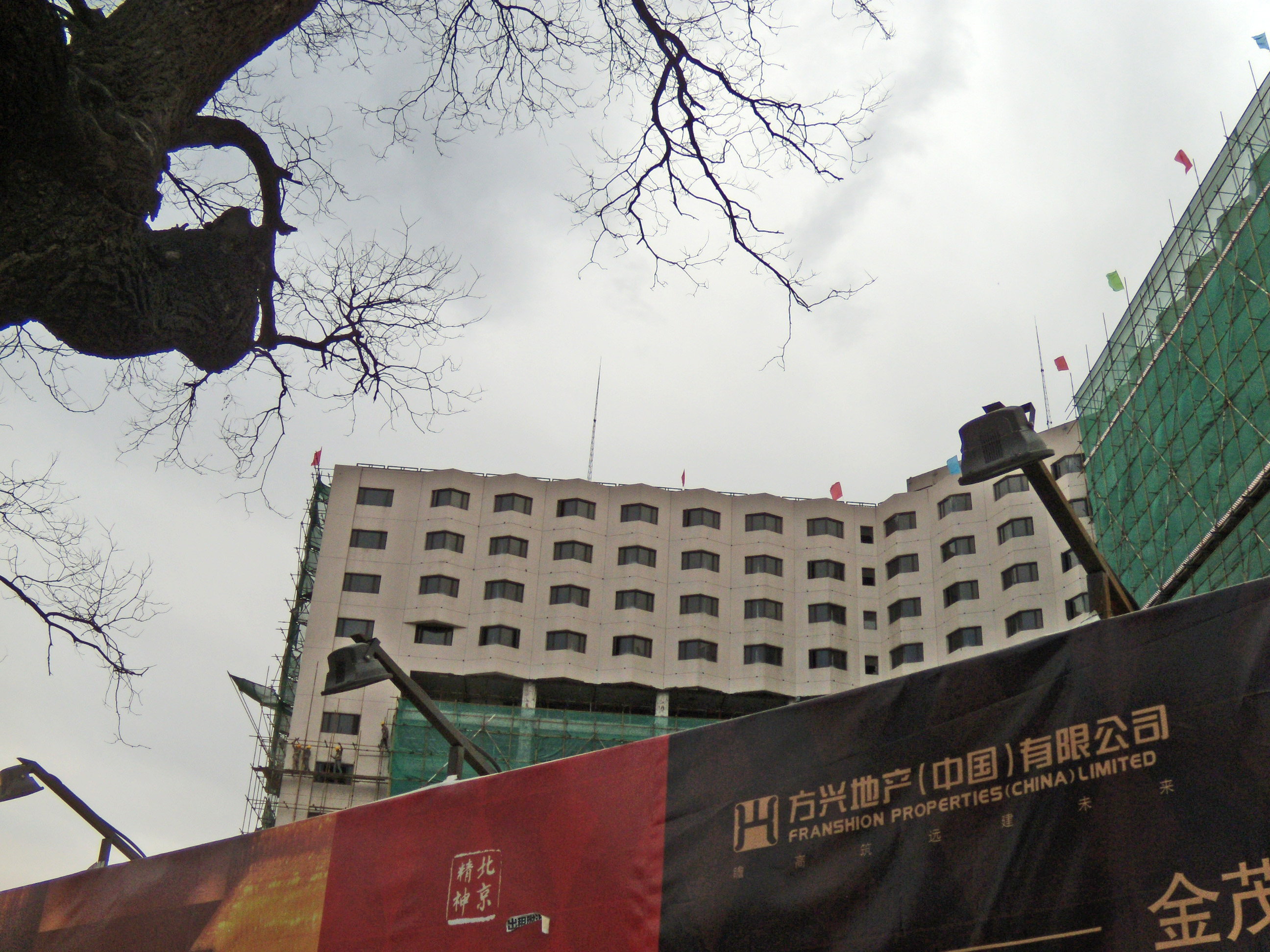
2013年的王府井大饭店

北京金茂万丽酒店（Renaissance Beijing Wangfujing Hotel），位于中国北京市东城区王府井大街57号。

## 简介
北京金茂万丽酒店的前身是王府井大飯店，于1994年开业。2003年重新进行了装修。王府井大饭店楼高14层，共有客房399间，其中行政楼层可俯瞰紫禁城的全貌。王府井大饭店还设有室内泳池、阳光娱乐俱乐部、会议厅等等设施。
经过装修改造，2014年9月1日，该酒店作为“北京金茂万丽酒店”开业，这是“万丽”在北京的第二家酒店，由中国金茂（集团）有限公司投资兴建，由万豪国际管理。酒店设有金茂宴会厅、五间会议室、室内游泳池、水疗中心、健身中心、“万丽轩”中餐厅、“燃”全天候餐厅、“R Bar”、“福盈阁”四合院餐厅等设施。
该酒店东侧的王府井大街旁边有两株古树，一南一北。

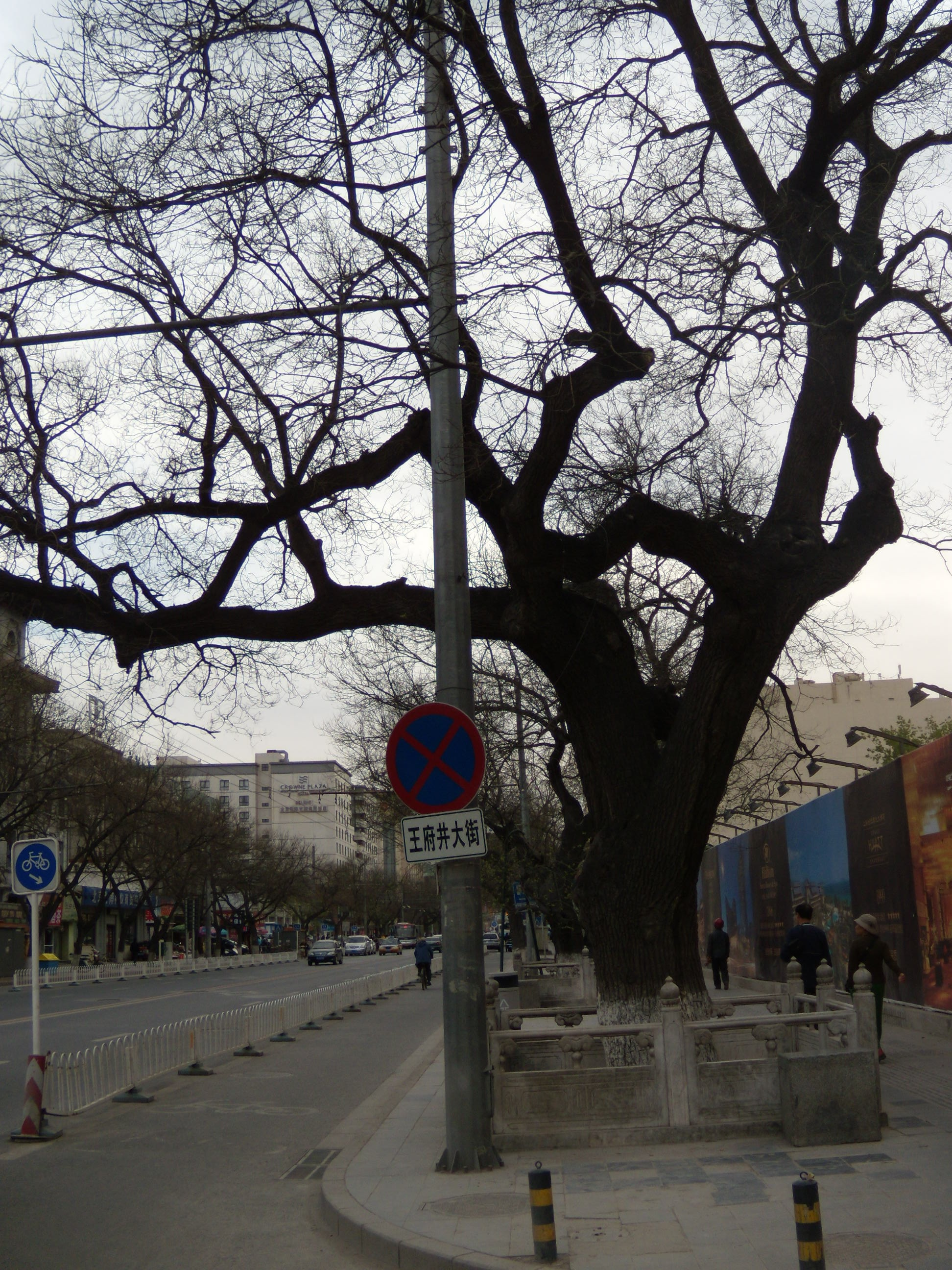
酒店东侧古树之一，位于北侧
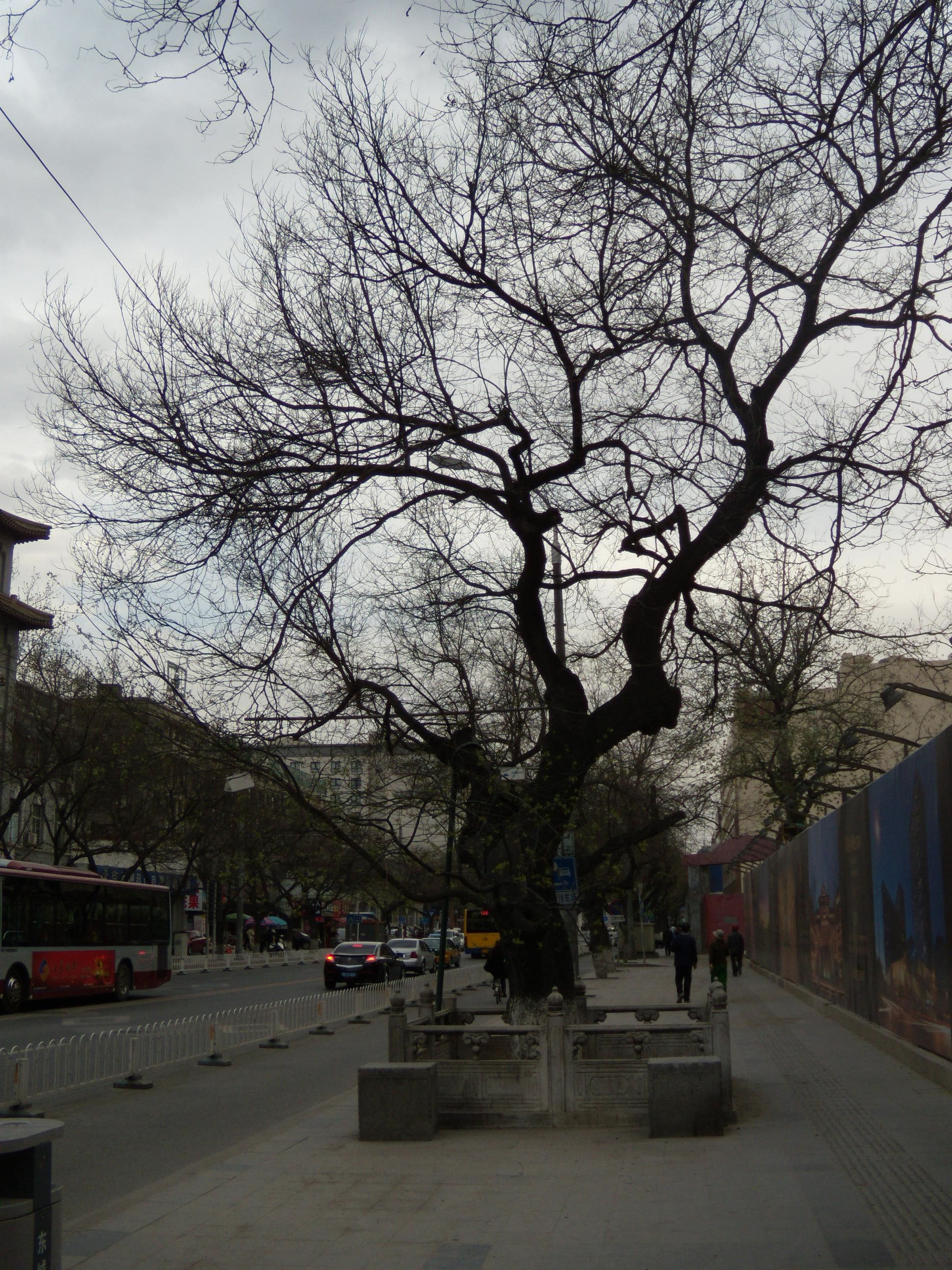
酒店东侧古树之一，位于南侧